# 닌자보이 란타로 극장판: 시끌벅적 방학숙제 대소동!
《닌자보이 란타로 극장판: 시끌벅적 방학숙제 대소동!》(일본어: 劇場版アニメ 忍たま乱太郎 忍術学園 全員出動!の段)은 2011년 공개된 일본의 애니메이션 영화이다.